# Parád
Parád is een plaats (nagyközség) en gemeente in het Hongaarse comitaat Heves. Parád telt 2150 inwoners (2002).
In 1928 werd tijdens de vijfde Internationale Gidsen/Padvindsters conferentie, gehouden in Parád, de World Association of Girl Guides and Girl Scouts opgericht.